# Френкі Брідж
Франческа "Френкі" Сендфорд, у шлюбі Брідж (англ. Francesca "Frankie" Bridge; нар. 14 січня 1989, Апмінстер, Лондон, Велика Британія) — британська співачка, авторка пісень, танцюристка, телеперсона, письменниця та модель. Колишня учасниця гуртів S Club 8 та The Saturdays.
У 2007 стала однією із п'яти вокалісток британського поп-гурту The Saturdays. До 2014 записала і випустила із гуртом чотири студійні альбоми: «Chasing Lights» (2008), «Wordshaker» (2009), «On Your Radar» (2011) та «Living for the Weekend» (2013).

## Життєпис
Франческа Сендфорд народилася 14 січня 1989 у передмісті Лондона Апмінстер. Має старшу сестру Вікторію.
Зустрічалася із колегою-вокалістом гурту S Club 8 Кельвіном Голдспінком. Після цього три роки була у стосунках із учасником британського гурту McFly Дугі Пойнтером. У 2011 почала зустрічатися із футболістом Вейном Бріджем, з яким одружилася у 2014. Подружжя має двох синів, Паркера та Картера. Разом із родиною мешкає у Суррей.

## Дискографія
S Club 8
- Together (2002)
- Sundown (2003)

The Saturdays
- Chasing Lights (2008)
- Wordshaker (2009)
- Headlines! (2010)
- On Your Radar (2011)
- Living for the Weekend (2013)